# 거들지

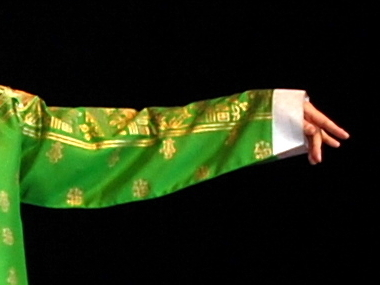
당의의 소매에 위치한 거들지

거들지는 한국의 전통 의상인 한복의 소매 끝에 붙이는 작은 흰색 천이다. 안쪽은 한지의 일종인 창호지로 뒷받침되어 있으며 폭은 약 6~8cm이다. 거들지는 당의나 장옷에 붙여 손을 가리는 것인데 조선시대에는 어른들에게 손을 내미는 것이 예의가 아니었기 때문이다.
거들지는 원래 양반 여성에게만 착용이 허용되었으나, 1900년경부터 화옷이나 원삼 등 예복을 입을 수 없는 평민들이 사용하기 시작했다. 결혼식 때 겉옷인 저고리에 입혀 예복으로 표현했다. '그들지'는 소매 가장자리에 안쪽으로 꿰매었다가 바깥쪽으로 돌려서 꿰매었다. 거들지는 원래 손을 가리는 용도로 사용되었지만, 소매 가장자리가 더러워지는 것을 방지해주기 때문에 착용자들은 거들지만 갈아 입곤 했다. 또한 원삼이나 화롯의 소매에 붙인 천을 연장한 한삼을 '그들지'라고도 부르는데, 둘의 사용법이 비슷하기 때문이다. 하지만 한삼은 그들지와 달리 손을 철저하게 가릴 수 있다.

## 같이 보기
- 커프스
- 한복